# ハプログループK (Y染色体)
ハプログループK (Y染色体)（ハプログループK (Yせんしょくたい)、英: Haplogroup K (Y-DNA)）とは分子人類学において人類の父系を示すY染色体ハプログループ（型集団）の分類で、「rs2033003 (M526)」によって定義されるグループである。N、O、Q、Rなどの祖先に当たる。47,000年前 に南アジア-西アジアのいずれかでハプログループIJKから誕生した。

なお、ハプログループKの子系統のうち、特にO、Rなどは現在のユーラシア大陸とアメリカ大陸においては最も一般的に見られ、全人類男性の50%以上がハプログループKの子系統に属すると言われている。ハプログループKは比較的若い系統であるにもかかわらず、非常に多くの人々の共通祖先となっている。

## 下位系統
ハプログループKの系統樹  
古代の集団は少ないサンプル数からの推定
|  | L： パキスタン、インド西部、アフガニスタンのバロチ人に比較的高頻                                                 |
|  | |
|  | T： フラニ族、エチオピア、ソマリランド、ジブチ、アルプス地域、エーゲ諸島、インドのいくつかの集団で比較的高頻度。 |
|  | |

|  | N： 極北で見つかり、ヤクート、フィン・ウゴル系民族、サモエードで高頻度。古代のサンプルでは仰韶文化、紅山文化、古代ハンガリー人支配層、匈奴、古ヤクート、そして（O2と混合した形で）夏家店下層文化で観察される。                               |
|  | |
|  | O： 東ユーラシア最大系統。O2はシナ・チベット系、龍山文化、ミャオ・ヤオ系、大渓文化、（Nと混合した形で）夏家店下層文化から、O1aはオーストロネシア系民族、また良渚文化に多く、O1b1はオーストロアジア系。O1b2は日本及び朝鮮半島で比較的高頻度。 |
|  | |

|  | Q： ケット人, セリクプ人, トルクメン人, アルタイ人, トゥバ人, シベリア極東 , アメリカ先住民。古代サンプルではモンタナのAnzick、有史前アラスカ、古グリーンランド人、西戎、モンゴルアルタイ地方のクルガン(R1a-z93と混合したQ1a2a1-L54)                               |
|  | |
|  | R： 西ユーラシア最大系統。R1aは東ヨーロッパ、中央アジア、インド北部、スカンジナヴィア半島などの西ユーラシア全般で見られ、インド・ヨーロッパ語族と関連。R1bは西ヨーロッパで非常に多く、ブリテン島やイベリア半島で特に多い。その他ヨーロッパ全域で一般的に見られる。 |
|  | |

|  | M： パプア・ニューギニア、ニューブリテン島、ポリネシア、メラネシアでみられ、オーストラリアでは非常に低頻度 |
|  | |
|  | S： パプア・ニューギニア、ニューブリテン、メラネシア、オーストラリアでみられ、ポリネシアでは稀。           |
|  | |

|  | Q： ケット人, セリクプ人, トルクメン人, アルタイ人, トゥバ人, シベリア極東 , アメリカ先住民。古代サンプルではモンタナのAnzick、有史前アラスカ、古グリーンランド人、西戎、モンゴルアルタイ地方のクルガン(R1a-z93と混合したQ1a2a1-L54)                               |
|  | |
|  | R： 西ユーラシア最大系統。R1aは東ヨーロッパ、中央アジア、インド北部、スカンジナヴィア半島などの西ユーラシア全般で見られ、インド・ヨーロッパ語族と関連。R1bは西ヨーロッパで非常に多く、ブリテン島やイベリア半島で特に多い。その他ヨーロッパ全域で一般的に見られる。 |
|  | |

|  | M： パプア・ニューギニア、ニューブリテン島、ポリネシア、メラネシアでみられ、オーストラリアでは非常に低頻度 |
|  | |
|  | S： パプア・ニューギニア、ニューブリテン、メラネシア、オーストラリアでみられ、ポリネシアでは稀。           |
|  | |

|  | N： 極北で見つかり、ヤクート、フィン・ウゴル系民族、サモエードで高頻度。古代のサンプルでは仰韶文化、紅山文化、古代ハンガリー人支配層、匈奴、古ヤクート、そして（O2と混合した形で）夏家店下層文化で観察される。                               |
|  | |
|  | O： 東ユーラシア最大系統。O2はシナ・チベット系、龍山文化、ミャオ・ヤオ系、大渓文化、（Nと混合した形で）夏家店下層文化から、O1aはオーストロネシア系民族、また良渚文化に多く、O1b1はオーストロアジア系。O1b2は日本及び朝鮮半島で比較的高頻度。 |
|  | |

|  | Q： ケット人, セリクプ人, トルクメン人, アルタイ人, トゥバ人, シベリア極東 , アメリカ先住民。古代サンプルではモンタナのAnzick、有史前アラスカ、古グリーンランド人、西戎、モンゴルアルタイ地方のクルガン(R1a-z93と混合したQ1a2a1-L54)                               |
|  | |
|  | R： 西ユーラシア最大系統。R1aは東ヨーロッパ、中央アジア、インド北部、スカンジナヴィア半島などの西ユーラシア全般で見られ、インド・ヨーロッパ語族と関連。R1bは西ヨーロッパで非常に多く、ブリテン島やイベリア半島で特に多い。その他ヨーロッパ全域で一般的に見られる。 |
|  | |

|  | M： パプア・ニューギニア、ニューブリテン島、ポリネシア、メラネシアでみられ、オーストラリアでは非常に低頻度 |
|  | |
|  | S： パプア・ニューギニア、ニューブリテン、メラネシア、オーストラリアでみられ、ポリネシアでは稀。           |
|  | |

|  | Q： ケット人, セリクプ人, トルクメン人, アルタイ人, トゥバ人, シベリア極東 , アメリカ先住民。古代サンプルではモンタナのAnzick、有史前アラスカ、古グリーンランド人、西戎、モンゴルアルタイ地方のクルガン(R1a-z93と混合したQ1a2a1-L54)                               |
|  | |
|  | R： 西ユーラシア最大系統。R1aは東ヨーロッパ、中央アジア、インド北部、スカンジナヴィア半島などの西ユーラシア全般で見られ、インド・ヨーロッパ語族と関連。R1bは西ヨーロッパで非常に多く、ブリテン島やイベリア半島で特に多い。その他ヨーロッパ全域で一般的に見られる。 |
|  | |

|  | M： パプア・ニューギニア、ニューブリテン島、ポリネシア、メラネシアでみられ、オーストラリアでは非常に低頻度 |
|  | |
|  | S： パプア・ニューギニア、ニューブリテン、メラネシア、オーストラリアでみられ、ポリネシアでは稀。           |
|  | |

|  | L： パキスタン、インド西部、アフガニスタンのバロチ人に比較的高頻                                                 |
|  | |
|  | T： フラニ族、エチオピア、ソマリランド、ジブチ、アルプス地域、エーゲ諸島、インドのいくつかの集団で比較的高頻度。 |
|  | |

|  | N： 極北で見つかり、ヤクート、フィン・ウゴル系民族、サモエードで高頻度。古代のサンプルでは仰韶文化、紅山文化、古代ハンガリー人支配層、匈奴、古ヤクート、そして（O2と混合した形で）夏家店下層文化で観察される。                               |
|  | |
|  | O： 東ユーラシア最大系統。O2はシナ・チベット系、龍山文化、ミャオ・ヤオ系、大渓文化、（Nと混合した形で）夏家店下層文化から、O1aはオーストロネシア系民族、また良渚文化に多く、O1b1はオーストロアジア系。O1b2は日本及び朝鮮半島で比較的高頻度。 |
|  | |

|  | Q： ケット人, セリクプ人, トルクメン人, アルタイ人, トゥバ人, シベリア極東 , アメリカ先住民。古代サンプルではモンタナのAnzick、有史前アラスカ、古グリーンランド人、西戎、モンゴルアルタイ地方のクルガン(R1a-z93と混合したQ1a2a1-L54)                               |
|  | |
|  | R： 西ユーラシア最大系統。R1aは東ヨーロッパ、中央アジア、インド北部、スカンジナヴィア半島などの西ユーラシア全般で見られ、インド・ヨーロッパ語族と関連。R1bは西ヨーロッパで非常に多く、ブリテン島やイベリア半島で特に多い。その他ヨーロッパ全域で一般的に見られる。 |
|  | |

|  | M： パプア・ニューギニア、ニューブリテン島、ポリネシア、メラネシアでみられ、オーストラリアでは非常に低頻度 |
|  | |
|  | S： パプア・ニューギニア、ニューブリテン、メラネシア、オーストラリアでみられ、ポリネシアでは稀。           |
|  | |

|  | Q： ケット人, セリクプ人, トルクメン人, アルタイ人, トゥバ人, シベリア極東 , アメリカ先住民。古代サンプルではモンタナのAnzick、有史前アラスカ、古グリーンランド人、西戎、モンゴルアルタイ地方のクルガン(R1a-z93と混合したQ1a2a1-L54)                               |
|  | |
|  | R： 西ユーラシア最大系統。R1aは東ヨーロッパ、中央アジア、インド北部、スカンジナヴィア半島などの西ユーラシア全般で見られ、インド・ヨーロッパ語族と関連。R1bは西ヨーロッパで非常に多く、ブリテン島やイベリア半島で特に多い。その他ヨーロッパ全域で一般的に見られる。 |
|  | |

|  | M： パプア・ニューギニア、ニューブリテン島、ポリネシア、メラネシアでみられ、オーストラリアでは非常に低頻度 |
|  | |
|  | S： パプア・ニューギニア、ニューブリテン、メラネシア、オーストラリアでみられ、ポリネシアでは稀。           |
|  | |

|  | N： 極北で見つかり、ヤクート、フィン・ウゴル系民族、サモエードで高頻度。古代のサンプルでは仰韶文化、紅山文化、古代ハンガリー人支配層、匈奴、古ヤクート、そして（O2と混合した形で）夏家店下層文化で観察される。                               |
|  | |
|  | O： 東ユーラシア最大系統。O2はシナ・チベット系、龍山文化、ミャオ・ヤオ系、大渓文化、（Nと混合した形で）夏家店下層文化から、O1aはオーストロネシア系民族、また良渚文化に多く、O1b1はオーストロアジア系。O1b2は日本及び朝鮮半島で比較的高頻度。 |
|  | |

|  | Q： ケット人, セリクプ人, トルクメン人, アルタイ人, トゥバ人, シベリア極東 , アメリカ先住民。古代サンプルではモンタナのAnzick、有史前アラスカ、古グリーンランド人、西戎、モンゴルアルタイ地方のクルガン(R1a-z93と混合したQ1a2a1-L54)                               |
|  | |
|  | R： 西ユーラシア最大系統。R1aは東ヨーロッパ、中央アジア、インド北部、スカンジナヴィア半島などの西ユーラシア全般で見られ、インド・ヨーロッパ語族と関連。R1bは西ヨーロッパで非常に多く、ブリテン島やイベリア半島で特に多い。その他ヨーロッパ全域で一般的に見られる。 |
|  | |

|  | M： パプア・ニューギニア、ニューブリテン島、ポリネシア、メラネシアでみられ、オーストラリアでは非常に低頻度 |
|  | |
|  | S： パプア・ニューギニア、ニューブリテン、メラネシア、オーストラリアでみられ、ポリネシアでは稀。           |
|  | |

|  | Q： ケット人, セリクプ人, トルクメン人, アルタイ人, トゥバ人, シベリア極東 , アメリカ先住民。古代サンプルではモンタナのAnzick、有史前アラスカ、古グリーンランド人、西戎、モンゴルアルタイ地方のクルガン(R1a-z93と混合したQ1a2a1-L54)                               |
|  | |
|  | R： 西ユーラシア最大系統。R1aは東ヨーロッパ、中央アジア、インド北部、スカンジナヴィア半島などの西ユーラシア全般で見られ、インド・ヨーロッパ語族と関連。R1bは西ヨーロッパで非常に多く、ブリテン島やイベリア半島で特に多い。その他ヨーロッパ全域で一般的に見られる。 |
|  | |

|  | M： パプア・ニューギニア、ニューブリテン島、ポリネシア、メラネシアでみられ、オーストラリアでは非常に低頻度 |
|  | |
|  | S： パプア・ニューギニア、ニューブリテン、メラネシア、オーストラリアでみられ、ポリネシアでは稀。           |
|  | |